# اچ‌ام‌اس لیت (یو۳۶)
اچ‌ام‌اس لیت (یو۳۶) (به انگلیسی: HMS Leith (U36)) یک کشتی است که طول آن ۲۵۰ فوت (۷۶٫۲ متر) می‌باشد. این کشتی در سال ۱۹۳۳ ساخته شد.